# Centre de détention et de réhabilitation de la province de Cebu
Le centre de détention et de réhabilitation de la province de Cebu (CPDRC pour New Cebu Provincial Detention and Rehabilitation Center) est une prison de haute sécurité située à Cebu aux Philippines.

## Historique
Le centre est devenu connu en adoptant en 2005-2010 un programme de réhabilitation par la danse, où les détenus effectuent des exercices chorégraphiés en musique. Ce programme est supervisé par le directeur Byron Garcia.